# 大渕愛子
大渕 愛子（おおぶち あいこ、1977年〈昭和52年〉8月12日 - ）は、日本の弁護士である。アムール法律事務所代表弁護士。東京弁護士会所属（登録番号：28914、登録年度：2001年）。2025年現在タレント活動はほとんど行っていないが、芸能事務所タイタンに所属している。

## 人物
東京都で生まれ、跡見学園中学校・高等学校、中央大学法学部を卒業した。姉がいる。祖父は名古屋高等検察庁の検事長で一族に裁判官や検事が多かった。
大学在学中の1999年に旧司法試験に合格し、司法修習54期を経て東京弁護士会に登録し、2001年に糸賀法律事務所へ入所。
2010年に独立して法律事務所インフィニティを開所し、2011年にアムール法律事務所へ名称を変更して銀座から表参道へ移転。離婚・親権、遺言・相続、ハラスメント対策、内部通報制度の構築・活性化、企業統治体制の構築などを主に取扱う。糸賀法律事務所時代に日系企業と中国企業の企業法務案件に携わった。
2011年11月から2016年7月31日まで日本テレビ系『行列のできる法律相談所』に住田裕子の後任としてレギュラー出演していた。
離婚した女性の元夫に対する養育費請求事件を法テラス制度を利用して2010年に受託したが、法テラスが定めた着手金と実費などを超える金銭を受領した、として2016年8月に東京弁護士会が業務停止1か月の懲戒処分を課した。処分の期間はテレビ出演を自粛する。
2023年7月27日、元卓球選手の福原愛の元夫である江宏傑が長男の引渡しを求めて外国人特派員協会で記者会見を行った際に、大渕は江の代理人弁護士として会見に同席した。

## 私生活
糸賀法律事務所入所後に事務所の同僚弁護士と結婚したがのちに離婚したことを公表している。
ゆるキャラ「ふなっしー」の大ファンで、自宅の仕事机周辺に大量のふなっしーグッズを飾っており、一日当り平均して5000円前後もそれに散財していたことがある。
2014年8月24日に生放送された『行列のできる法律相談所』で、6月から同棲中だった俳優の金山一彦と再婚したことを発表。自身の誕生日である8月12日に婚姻届を提出。
2015年3月26日に第1子となる長男を出産し、ブログで長男の顔写真を公開していたが12月31日に終了。
2016年12月6日、第2子男児を出産。
2018年4月24日、第3子妊娠を公表。9月19日、第3子女児を出産。
料理を弁護士事務所に届けたり大渕の弁当を作るなど、家事のほとんどを夫の金山が担っている。

## アムール法律事務所
法律事務所「アムール法律事務所」を東京都世田谷区用賀で経営している。

## 出演番組

### テレビ
- 行列のできる法律相談所（日本テレビ系、2011年11月13日 - 2016年7月31日）
- みのもんたの朝ズバッ! → 朝ズバッ!（TBS系、2012年9月24日 - 2014年3月） - 月曜レギュラー
- 教えて!ニュースライブ 正義のミカタ（朝日放送）
- 白熱ライブ ビビット（2016年3月28日 - 2016年8月1日、TBS） - 月曜日レギュラー [18]
- 芸能人格付けチェック（2013年10月4日、第11弾）チーム医者と弁護士